# Stoholmen
Stoholmen est une île norvégienne du comté de Hordaland appartenant administrativement à Osterøy.

## Description
Rocheuse et couverte d'arbres, à fleur d'eau, elle s'étend sur environ 125 m de longueur pour une largeur approximative de 51 m. 